# Lorea Lyons
Lorea Lyons Andraka (Bilbao, Vizcaya, 3 de junio de 1996) es una cineasta y directora de cine hispano-británica.
Como cineasta ha trabajado en distintos proyectos, entre ellos ha codirigido el cortometraje Azkena (2024), que ganó el Premio de la Crítica Caimán (2024), el Primer Premio en el Festival La Mirada Tabú (2024), el Premio a Mejor cortometraje Documental del año en el China International New Media Shorts Festival (2025) y el Premio del Jurado Joven en el Festival Eszena (2025).

## Biografía
Lyons nació en Bilbao en 1996, de madre vasca y padre británico. Estudió el grado en comunicación audiovisual en la Universidad del País Vasco (2014-2018). Se especializó en iluminación y cinematografía en la Escuela de Cine del País Vasco (ECPV). Se ha desarrollado en el ámbito de la cinematografía, la dirección y la producción de cine.
También se formó en artes escénicas e interpretación en la escuela superior de artes escénicas Ánima Eskola donde cursó los estudios superiores de arte dramático con David Valdelvira, Marina Shimanskaya y Algis Arlauskas, formándose como actriz de método, bajo la metodología Stanislavsky-Vajtángov-M.Chéjov-Meyerhold (método ruso). Allí coincidió con los actores Carmen Climent, Nerea Elizalde, Julen Guerrero y Ane Inés Landeta, junto con los que estudió. Además se formó en música con Roberto Bienzobas y en danza con Rakel Rodríguez.
En 2013 interpretó La Tempestad de William Shakespeare, en el papel de Calibán, una producción dirigida por el director de escena David Valdelvira y escenificada en el Teatro Campos Elíseos, junto a Nerea Elizalde, entre otros miembros del reparto.
En el año 2014 interpretó la obra Sueño de una noche de verano de William Shakespeare, en el papel de Hermia (protagonista), una producción dirigida por el director de escena David Valdelvira y escenificada en el Teatro Campos Elíseos, y con Estela Celdrán como asistente de dirección, junto a Carmen Climent, Nerea Elizalde, Julen Guerrero y Ane Inés Landeta, entre otros miembros del reparto. La producción tuvo una notable acogida y se escenificó en varias ocasiones entre los años 2014 y 2015. La producción teatral fue premiada con el Premio Buero Vallejo (2015), en la XII edición de los premios.
En el año 2015, interpretó la obra Diálogos Imposibles, una producción dirigida por Marina Shimanskaya y escenificada en el Teatro Campos Elíseos, un montaje basado en las obras La gaviota, El jardín de los cerezos y Las tres hermanas de Antón Chéjov y en la poesía de Gustavo Adolfo Bécquer, junto a Carmen Climent, Nerea Elizalde y Ane Inés Landeta, entre otros miembros del reparto.
En el año 2016 interpretó la obra Baile de máscaras de Mijaíl Lérmontov, una producción dirigida por el director de escena David Valdelvira y escenificada en el Teatro Campos Elíseos, que se presentó en la semana del festival internacional FETABI (2016).

## Películas
En el año 2016 Lyons codirigió el cortometraje A migas, junto con Ane Inés Landeta, que fue presentado en la V Edición del Festival de Cine Express Xprest! Aux, organizado por Zinemakumeak Gara. El cortometraje obtuvo el Premio AUX. En el año 2018 codirigió el cortometraje Me quiere, no me quiere(s), junto con Ane Inés Landeta, que fue presentado en la VII Edición del Festival de Cine Express Xprest! Aux. El proyecto ganó el Premio AUX.
En el año 2017 ejerció como directora de producción del cortometraje "La petite mort", dirigido por Andrea Landaluce y Ana Gonzalez Telleria. El cortometraje fue proyectado en distintos festivales y fue premiado con el Premio Zinebi New Talents (2017) del Festival Zinebi, Selección Oficial Zinegoak (2017) del Festival Internacional de Cine Zinegoak y Primer Premio BItaBE (Bideo Talentu Berriak) (2019).
A finales del año 2018 Lyons fue seleccionada en la categoría realización para el desarrollo de proyectos audiovisuales en el marco del programa Labko para el desarrollo de coproducciones Euskadi-Argentina.

### Azkena(2024)
En el año 2017 Lyons y Ane Inés Landeta comenzaron a trabajar en el proyecto de cortometraje Azkena, una pieza que versa sobre la maternidad. El proyecto recibió el Premio AUX de Zinebi Express del Festival Zinebi en 2018, el Premio Aukera del Festival Zinebi en 2021 y el Premio Work in Progress del Festival AnimaDeba-Berria en 2021. El proyecto fue elegido por la Asociación de la Industria del Cortometraje (AIC) en el programa nuevos talentos. Asimismo, el proyecto audiovisual fue seleccionado para el Programa Aukera de Zinebi y Zineuskadi, para seguir desarrollando el proyecto audiovisual. Con el programa Aukera, el proyecto logró el apoyo de la directora y productora Izaskun Arandia y en 2022 fue presentado en festivales internacionales, entre otros, en el Festival Internacional de Cine de Annecy.
En 2024 el cortometraje Azkena vio la luz, con dirección y guion de Lyons y Landeta, y con la actriz Ainhoa Larrañaga en el reparto. El cortometraje fue estrenado en la Sección Oficial del Festival Zinebi (2024). El cortometraje compitió, entre otros, en la Sección Oficial del Festival de Cine de Alcalá de Henares (2024), en la Sección Oficial del Aguilar Film Festival (2024), en Festival La Mirada Tabú (2024), en la Sección Oficial del Festival de Málaga (2025) y en la Sección Oficial del D'A – Festival de Cinema de Barcelona (2025).
En total, el cortometraje compitió en más de doce selecciones nacionales e internacionales de distintos países como España, Colombia y Bulgaria. El cortometraje fue galardonado con el Águila de Oro Mejor Cortometraje Premio Crítica Caimán del Aguilar Film Festival en 2024 y el Primer Premio en el Festival La Mirada Tabú en 2024.
En el año 2024 Lyons formó parte del Festival Internacional de Cine Zinegoak como miembro del Jurado Oficial del Festival.

## Filmografía

### Cine
- 2024, Azkena (producción, dirección, guion y edición)[57]
- 2021, Instrucciones para caminar por la ciudad, dir. Begoña Vicario
- 2018, Me quiere, no me quiere(s), dir. Lorea Lyons y Ane Inés Landeta
- 2017, "La petite mort" (producción)[22]
- 2016, A migas, dir. Lorea Lyons y Ane Inés Landeta
- 2015, Ánima Eskola Bilbao: documentary, dir. Lobke van Eijk (ella misma, estudiante)[58]

### Teatro
| Año  | Obra de teatro               | Director           | Personaje | Notas                                               | Ref.                        |
| ---- | ---------------------------- | ------------------ | --------- | --------------------------------------------------- | --------------------------- |
| 2016 | Baile de máscaras            | David Valdelvira   |           | FETABI / Teatro Campos Elíseos                      | [ 16 ] [ 17 ] [ 18 ] [ 19 ] |
| 2015 | Diálogos Imposibles          | Marina Shimanskaya |           | Teatro Campos Elíseos                               |                             |
| 2014 | Sueño de una noche de verano | David Valdelvira   | Hermia    | Teatro Campos Elíseos / Premio Buero Vallejo (2015) | [ 8 ] [ 9 ]                 |
| 2013 | La tempestad                 | David Valdelvira   | Calibán   | Teatro Campos Elíseos                               |                             |

## Premios y nominaciones

### D'A – Festival de Cinema de Barcelona
| Año  | Categoría                       | Por    | Resultado | Referencias |
| ---- | ------------------------------- | ------ | --------- | ----------- |
| 2025 | Premio del Público Cortometraje | Azkena | Nominada  | [ 46 ]      |

### Festival La Mirada Tabú
| Año  | Categoría     | Por    | Resultado | Referencias |
| ---- | ------------- | ------ | --------- | ----------- |
| 2024 | Primer Premio | Azkena | Ganadora  | [ 51 ]      |

### Aguilar Film Festival
| Año  | Categoría                                              | Por    | Resultado | Referencias |
| ---- | ------------------------------------------------------ | ------ | --------- | ----------- |
| 2024 | Águila de Oro Mejor Cortometraje Premio Crítica Caimán | Azkena | Ganadora  | [ 48 ]      |

### Premios Buero Vallejo
| Año  | Categoría                                       | Por                          | Resultado | Referencias          |
| ---- | ----------------------------------------------- | ---------------------------- | --------- | -------------------- |
| 2015 | Mejor montaje/producción/representación teatral | Sueño de una noche de verano | Ganadores | [ 12 ] [ 13 ] [ 14 ] |

### Otros premios
- Premio Animadeba Work in Progress (2021) por Azkena.[29]
- Premio Aukera y Premio Zineuskadi (2021) por Azkena.[28]
- Primer Premio BItaBE (Bideo Talentu Berriak) (2019) por "La petite mort".[24]
- Premio AUX de Zinebi Express (2018) por Azkena.[26]
- Premio AUX del Festival de Cine Express Xprest! Aux (2018) por Me quiere, no me quiere(s).
- Premio Zinebi New Talents (2017) por "La petite mort".[23]
- Premio AUX del Festival de Cine Express Xprest! Aux (2016) por A migas.